# August Seydler

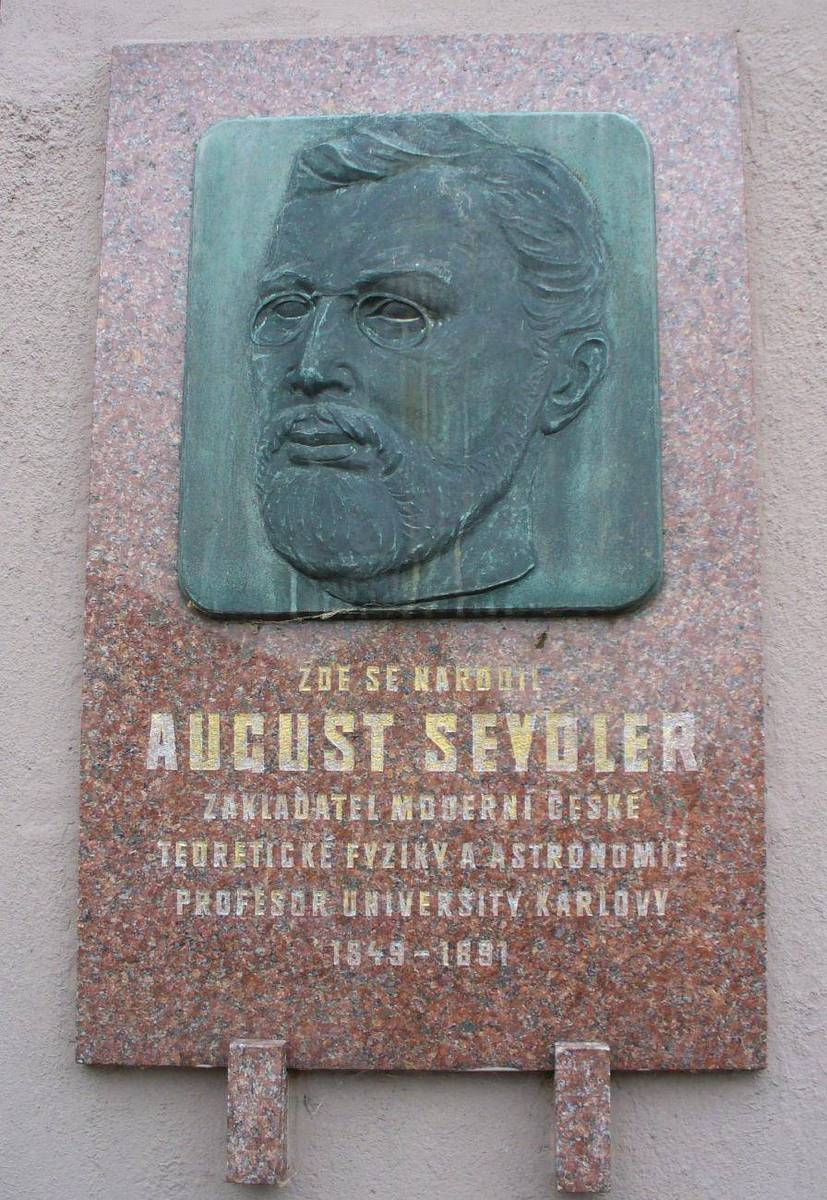
Pamětní deska Augusta Seydlera na Masarykově náměstí v Žamberku

August Seydler, křtěný Augustin Jan Bedřich (1. června 1849, Žamberk – 22. června 1891, Praha-Letná), byl český astronom, teoretický fyzik a profesor na Univerzitě Karlově v Praze, zakladatel jejího astronomického ústavu. Byl autorem astronomického názvosloví v českém jazyce a raným přispěvatelem časopisu Vesmír. 

## Život
Narodil se v Žamberku v rodině inspektora finanční stráže Jana Nepomuka Seydlera a jeho ženy Antonie, rozené Sukové. Byl nejmladším ze čtyř sourozenců. Když mu byl rok, odstěhovali se jeho rodiče do Prahy, odkud pocházel jeho otec. V roce 1852 zemřela jeho matka na tuberkulózu a o malého Augusta se začala starat otcova druhá manželka.
V letech 1860–1867 studoval na gymnáziu u piaristů na Novém Městě pražském. Po maturitě nastoupil na pražskou Karlo-Ferdinandovu univerzitu, kde studoval matematiku, astronomii, fyziku, chemii a filozofii. Již od druhého univerzitního roku 1868/69 pracoval jako asistent u svých profesorů fyziky a matematiky a později se stal i asistentem na klementinské hvězdárně. V roce 1868 vstoupil do spolku Jednota českých matematiků a fyziků a ve funkci jednatele přispěl k oživení vědecké i přednáškové činnosti tohoto uskupení. Zajímal se také o filozofii a cizí jazyky, ovládal němčinu, angličtinu, francouzštinu a italštinu. Po ukončení studia se rozhodl pokračovat ve vědecké práci. V krátkém rozpětí prosinec 1871–leden 1872 se stal doktorem filozofie a předložil habilitační práci z fyziky. Ve 23 letech se tak stal soukromým docentem teoretické fyziky.
V roce 1881 se stal mimořádným profesorem matematické fyziky a po rozdělení Karlo-Ferdinandovy univerzity na českou a německou v roce 1882 přešel na českou univerzitu, kde vedl až do své smrti v roce 1891 matematický seminář. Usiloval o založení katedry astronomie a stal se zakladatelem systematické výuky teoretické fyziky. V roce 1885 byl Augustin Seydler jmenován řádným profesorem teoretické astronomie a teoretické fyziky. Omezené prostředky neumožňovaly praktickou výuku astronomie v potřebném rozsahu, proto zpočátku pracoval se svými studenty čistě teoreticky. Jeho cílem bylo zřídit v Praze astronomický ústav a v roce 1887se mu podařilo získat dotace na nákup přístrojů, potřebného vybavení a odborné literatury. Začátkem roku 1889 byla schválena dotace na nájem vily Jana Kindla na Letné, v níž byla zřízena provizorní observatoř. 
V září 1890 započala podle Seydlerova návrhu na Letné výstavba pavilonu a věže s otáčivou kupolí, pro kterou získal kvalitní vybavení (refraktor s objektivem o průměru 217 mm a ohniskovou vzdáleností 245 ± 2 cm, okulární prismu, universální spektroskop, polarizační helioskop i s dalekohledem, astronomické hodiny a další). Instalace přístrojů se už nedočkal. Na jaře 1891 se v důsledku tuberkulózy výrazně zhoršil jeho zdravotní stav a August Seydler zemřel dne 22. června 1891 v 7 hodin ráno ve svém bytě v Praze. Bylo mu 42 let.

### Rodinný život
Život Augusta Seydlera byl poznamenán řadou osobních tragédií. Jeho manželka Anna byla sestrou Emila a Eduarda Weyrových. Zemřela ve 29 letech a zanechala tři sirotky (jedno dítě zemřelo již dříve). Během tří let ztratil nejen manželku, ale také otce, nevlastní matku a sestru. Augustin Seydler se v roce 1890 znovu oženil. Sám trpěl tuberkulózou, na kterou zemřel v roce 1891. Je pochován na Olšanských hřbitovech v Praze (oddělení 2, část 005, hrob 65.

## Vědecká činnost
Seydler vynikl především jako astronom, ale i jako matematik a fyzik. Usiloval o zvýšení úrovně české vědy. Zabýval se také filozofickými problémy vědeckého poznání. Vytvořil českou terminologii pro teoretickou astronomii. Svá pojednání zveřejňoval ve Zprávách české společnosti nauk, časopise Vesmír, Pojednání vídeňské akademie, populární články vyšly v časopisech Květy a Živa. Podporoval rovnoprávné postavení žen a v článku Žena v exaktních vědách upozornil na úspěchy 15 žen, které vynikly v matematice, fyzice a astronomii. Vyvracel předsudky, které ženám bránily v přístupu ke vzdělání a širšímu uplatnění ve vědeckých disciplínách.
Jeho hlavním dílem je učebnice Základové theoretické fyziky (1. díl mechanika vyšel v roce 1880, 2. díl gravitace, elektřina a magnetismus roku 1883, 3. díl o teoretické mechanice dokončil až Seydlerův nástupce profesor František Koláček).
Jeho astronomicky významná pojednání se dají rozdělit do tří větších skupin:
- práce o určení dráhy planety nebo komety (Nový způsob, kterým lze vypočítati dráhu oběžnic, 1870), určení dráhy planetky Dione. Publikoval celkem tři práce, v nichž určil dráhy tří komet.
- práce zabývající se problémem tří i více těles. Navrhl nový tvar rovnic, určujících stabilitu sluneční soustavy. Ve svých úvahách vyšel ze základních rovnic definujících problém tří těles v pravoúhlých souřadnicích. Výsledek práce upravil s použitím integrálů do jednoduchých formulí. Seydlerovými pracemi vyvrcholila klasická éra teoretické astronomie, neboť v době pozdější astronomové tuto klasickou cestu opustili a řešili problém tří těles prakticky rozvojem v nekonečné řady. Seydlerovi však patří zásluha, že byl prvním v našich zemích, kdo řešil problém tří těles a k jeho řešení také i přispěl novými objevy.
- příležitostné články a pojednání, týkající se aktuálních astronomických problémů. Přispěl k řešení Keplerovy rovnice návrhem dvou způsobů řešení, které jsou uzpůsobeny pro logaritmické výpočty. Byl popularizátorem teoretické astronomie. Napsal řadu poznámek a zpráv o aktuálních událostech a objevech v astronomii, většinou vyšly v Časopise pro pěstování matematiky a fyziky. Sem patří články Historický rozvoj problému tří těles (1886), O vypočítání Neptuna (1873) nebo O očekávaném přechodu Venuše přes sluneční disk (1871).

## Boj o pravost Rukopisů
August Seydler se aktivně zúčastnil boje o pravost Rukopisu Královédvorského a Zelenohorského na straně těch, kdo považovali Rukopisy za falza. Sdílel tento názor s T.G.Masarykem, který se stal jeho blízkým přítelem. Zveřejnil v dubnovém čísle 1886 (s. 299–307) časopisu Athenaeum článek Počet pravděpodobnosti v přítomném sporu. V něm poprvé v české (a pravděpodobně i světové) vědě použil matematické metody k řešení lingvistického problému.
Ve svém článku vycházel Seydler z Gebauerova zjištění, že Rukopisy obsahují velké množství odchylek od mluvnice, která se vyskytuje v prokazatelně staročeských památkách. Dále využil Gebauerovo zjištění, že řada těchto odchylek je shodná s odchylkami nalezenými v padělcích spojených s osobou Václava Hanky a v jeho dílech, která vznikla před objevením RKZ. Pro tyto odchylky použil Seydler výraz "zvláštnost". V článku odvodil, že je mizivá pravděpodobnost, že by "zvláštnosti" v Rukopisu Královédvorském byly náhodné.
Julius Grégr označil, v Národních listech, odpůrce pravosti, soustředěné v Athenaeu, za "...literární Maffii...", která "...vztahuje své smělé ruce po nejdražších skvostech národa..." Autory Athenaea označily Národní listy za šašky. Zesměšnění se dočkal zejména matematický rozbor Augusta Seydlera, kterému mj. Národní listy navrhovaly, aby se uplatnil "...k vynalezení mathematické formule, dle níž by mohly dámy na Zelném trhu sázet na terno a terno-secco do lotterie...".

## Ocenění
- Je po něm pojmenována planetka (6586) Seydler.
- V Praze 13 je po něm pojmenována ulice – Seydlerova.[19]
- Ulice Seydlerova je též v Hradci Králové